# Frances Vorne
Frances Vorne (30 de mayo de 1920-8 de agosto de 1990) fue una modelo y pin-up estadounidense. Durante la Segunda Guerra Mundial, fue conocida como «the Shape» («la Figura»).

## Primeros años
Vorne se crio en Nueva York. Hablaba y leía ruso y ucraniano con fluidez. En su libro, The Pin-Up Girls of World War II, Brett Kiser escribió que Vorne era una chica «sencilla» y «modesta» con una «anatomía impresionante» que nunca bebía alcohol, nunca visitaba clubes nocturnos y evitaba quedarse en salir tarde.

## Carrera
Vorne ganó fama como modelo pin-up durante la Segunda Guerra Mundial. En 1944, un amigo soldado regresó a casa de la guerra y le regaló los restos de un paracaídas alemán. Había tela suficiente para confeccionar un «traje de baño abreviado». Una pin-up de Vorne vistiendo el paracaídas convertido en traje de baño apareció en publicaciones del ejército y luego fue publicada «en más de medio millón de espacios de pin-up en los cuarteles y en cualquier otro lugar donde se encuentren nuestros combatientes». El autor Brett Kiser describió el impacto de la fotografía:
Innumerables soldados fijaron la fotografía pin-up más famosa de Frances ... No sólo era la fotografía pin-up favorita de Frances, sino que también era una de las fotografías pin-up más buscadas de los años de la guerra.
Según un relato publicado por Central Press, los pilotos estadounidenses en el Pacífico planeaban arrojar fotografías de Vorne a los soldados japoneses con la inscripción: «Eat your hearts out ... Here's what we are fighting for» («Muéranse de envidia ... Esto es por lo que estamos luchando»). La fotografía se hizo tan famosa que, según se informa, ganó un contrato cinematográfico para Vorne. Después de que la fotografía apareciera en el Daily Mirror de Londres, el Ministerio de Información británico solicitó permiso para utilizarla para «estimular la moral del ejército y la marina británicos».
En enero de 1945, la revista Time escribió que Vorne «terminó 1944 con quizás el mejor derecho a un honor por el que los agentes publicitarios luchan desesperadamente: la corona como Pin-Up Girl del año».
En 1945, Vorne apareció en «Water Follies of 1945», un espectáculo acuático en el Anfiteatro de Flushing Meadow. Según las promociones del programa, apareció con un «traje de baño de cristal». El columnista Earl Wilson escribió que el traje de baño de cristal de Vorne era «lo suficientemente flexible como para nadar» y «transparente», lo que requería que la usuaria usara un sostén y una braguita pequeña debajo del cristal.
En 1946, Vorne apareció en un noticiero de venta por correo titulado Swim Suit Revue, apareciendo tanto con su famoso traje de baño de paracaídas como con un traje «estilo pañal».

## Lectura adicional
- Pilkington, Amy (2017). The Pin-Up Girls of Yank, the Army Weekly: 1944. ISBN 9781520677699.

- Datos: Q60983961